# CODE OF JOKER
『CODE OF JOKER』 (コード・オブ・ジョーカー、COJ) は、セガ・インタラクティブより販売されたデジタルトレーディングカードアーケードゲーム。2013年7月11日から2019年7月11日まで稼働していた。
2017年1月5日 - 2018年4月17日まで配信されていたスマートフォン版『CODE OF JOKER Pocket』についても本項で扱う。

## 概要
COJはトレーディングカードゲームでありながら物理的なカードデッキを必要とせず、サーバー内に登録されたデジタルカードをタッチ画面で操作してプレイする。データの保存にはALL.NetによるAimeカード、バンダイナムコアミューズメントのバナパスポートカード、おサイフケータイ対応携帯電話のほか、Amusement IC対応のコナミアミューズメントのe-AMUSEMENT PASS、タイトーのNESiCAが使用可能。
プレイ料金は「基本無料」の宣伝通りアイテム課金によるスタミナチャージ制を採用しているため、ゲームプレイ時に支払われるスタミナが一定量溜まっていればクレジット未投入でも遊ぶことができる。
2019年4月10日に、同年7月11日をもってサービスを終了する事が発表され、2019年7月11日をもって稼働から丸6年を迎えると同時にサービス終了。連動サービス『AgentLabo』に関しても同年7月31日で終了。これに先立ち本筐体用にMJACへのコンバージョンキットが発売されており、これを用いてMJACに改造・流用されている場合もあれば、コンバージョンせずにそのまま撤去されている場合もある。MJACにコンバージョンしなかった筐体は、2021年2月26日を以って修理サポートが終了した。

## ルール・システム
COJは、いわゆるターン制・ポイント制を採用している (トレーディングカードゲーム#ルール上の共通点も参照) 。お互いのプレイヤーは決められた順番・ポイント (CP) の制限内でカードを展開し、先に相手のライフポイント (LP) を0にした方が勝利となる。
使用するカードは、戦闘を行うユニット、それを補助をするトリガー / インターセプト、戦況を大きく変えるJOKERの3種類に大別され、さらに6つの色属性に分類される。これらのカードを使用する際、基本的にはCPを消費する。
デッキには40枚のカードをセットし、ゲーム開始時にデッキから4枚のカードが配られる。その後5秒の時間が与えられ、この間に手札を引き直すことができる。時間内であれば回数に制限はない。以降は先攻第1ターンを除き、自分のターン開始時に2枚ずつ手札に加えられる。手札は最大7枚まで保持可能だが、空きがなかった場合はその分の補充はされない。手札は自分のターン中であるなら、いつでも捨札に送ることができる。デッキを引き切った場合は、捨札・消滅札をゲームから除外した後、元のデッキを再度セットしてプレイを再開する。この際フィールドに存在するカードと手札、経過したターンやLPなどはそのまま残る。
プレイヤーは8つのLPが設定されており、リミットである10ターンの間に全て削るか、LPが多ければ勝利となる。10ターン終了時にLPが同値の場合は後攻側の勝利、両者のLPが同時に0になった場合は両者敗北となる。
ゲーム開始時に先攻と後攻がランダムで決定される。ターン中はお互いに60秒の行動時間が与えられ、その時間内であれば何をやるのも自由である。制限時間を超えた場合は自動でターンが終了する。ターン開始時にターンプレイヤーのCPが規定の初期値にリセットされ、この初期値は先攻が2、後攻が3から始まる。先攻はターン経過と共にCPの初期値が+1されていき、後攻は3ターン目から同様に初期値が増えていく（最大7まで）。ターン開始時のCP付与は「リセット」であるため、余ったCPを次のターンに持ち越すことは出来ない。
カードが使用できる場は「フィールド」と「トリガーゾーン」に分けられる。フィールドにはユニットを5つまで出すことが可能、トリガーゾーンにはJOKERを除く全てのカードを4つまで設置可能となる。トリガーゾーンに一度設置したカードは任意で手札に戻したりすることは出来ず、使用(または破壊などの効果によってトリガーゾーンから除去)するまでトリガーゾーンに残り続ける。また、トリガーゾーンにセットしたカードは相手からはカードの背面が見える状態で設置されるため、相手はトリガーゾーンにあるカードの枚数とその属性を把握することが可能である。

### カードの種類

#### ユニット
対戦の主軸となる戦闘 (アタック / ブロック) を行うカード。
ユニットは無色を除いた5つの属性に加え、進化カードや種族によって細分化される。
ユニットにはそれぞれカードの強さを表す「BP」、カード自身の強化や特殊効果に影響する「クロックレベル」、アタック / ブロックを行うことができる「行動権」などが設定されている。
BP (基本BP)
戦闘などで適用される数値。戦闘やカード効果によって変動したBPはお互いのターン終了時に基本BPにリセットされるが、BPが0になった場合は即座に捨札に送られる。
アタック / ブロック
フィールドに出したユニットは「アタック」、相手のターンでは「ブロック」が行える。アタックは原則相手プレイヤーを目標とし、相手はその攻撃をブロックするユニットを5秒以内に任意で決定することができる。ブロックを選択した場合は「戦闘」を行い、お互いに自分のユニットのBPを相手のユニットのBPから差し引く。ブロックを選択しなかった場合、またはブロック可能なユニットが存在しない場合はプレイヤーアタックとなり、成功時に相手のLPを-1する。
基本的にフィールドに出されたユニットは、そのターンのみアタックが制限される。
クロックレベル
ユニット毎に設定されているレベル。初期値は1で最大3までレベルを上昇 (クロックアップ) させることができる。クロックアップをすることでユニットが受けていたダメージのリセット、基本BPの上昇などの効果が得られ、最大レベルである3に達する (オーバークロック) と後述の「行動権」の回復とアタック制限の解除が得られる。クロックアップさせる方法は、基本的に以下の2つとなる。
1. 戦闘で直接相手のユニットを破壊する。1回につき1つクロックアップされる。
2. 手札に同じユニットを2枚以上所持している際にそれらを重ねる (オーバーライド) ことでそのうちの1枚を捨札に送り、使用した枚数分クロックアップされる。また、付加効果として捨札に送った枚数分デッキからドローする。

行動権
ユニットがフィールドに出た時、そのユニットに「行動権」が与えられ、行動権を持つユニットのみがアタック / ブロックを行うことができる。行動権はアタックを行なったり、行動権を消費する効果を受けると権利を消失する。行動権の回復は自分のターン開始時に自動で行われるほか、上記のオーバークロックといった行動権を回復する効果が存在する。ブロックは行動権がある限り何度でも可能。
進化カード
フィールドに出ている同属性のユニットに重ねることで、その進化カードに変化させることができるカード。その際、フィールドに出た進化カードは上記のアタック制限を受けないが、行動権は進化前のユニットの状態を引き継ぐ。
その他
- ユニットをトリガーゾーンに設置することで同属性色のユニットをフィールドに出す際に必要とするCPを1つまで軽減することができる。その際トリガーゾーンに設置したユニットは捨札に送られる。
- フィールドに出ているユニットは、プレイヤーが「撤退」させることで捨札に送ることができる。
- 先攻第1ターンに限り、いかなる手段を用いてもアタックを行うことはできない。

#### トリガー / インターセプト
ユニットや戦況を補助するカード。
自分のトリガーゾーンに4枚まで設置可能で、条件を満たすことで発動させることができる。
トリガーカード
発動条件を満たすと強制的に発動するカード。属性は無色で設定されており、CPを消費しない。発動の優先順位はユニット効果の次。
インターセプトカード
発動条件を満たした後、5秒の間に任意で発動を選択できるカード。発動の際にカード毎に定められたCPを消費する (消費CPが0のものもある) 。6属性で設定されており、無色を除き対応する属性のユニットがフィールドに設置されていないと発動できない。発動の優先順位はトリガー効果の次。

#### JOKER
各キャラクターが使用できる、強力な効果を持つカード。デッキや手札から独立して存在し、発動条件を満たせば自分ターン内に限り使用可能となる。
使用するには自分のターン中にJOKERゲージとCPを一定量消費することが条件となる。ゲージを溜めるには、持ち時間を多く残してターンを終える、もしくは自分のLPに対戦相手からの効果またはアタックによるダメージを負う必要がある。使用したJOKERは捨札などには送られず、再発動するにはもう一度ゲージを溜めなければならない。なお、必要なJOKERゲージ量を満たしていても、1ターンに2回以上JOKERカードを使用することはできない。
JOKERは1つのデッキに2人のキャラクター (JOKER) を設定することができ、キャラクター毎に複数種類存在する。それぞれ効果、ゲージとCPの消費量が異なる。JOKERごとにレベルが設けられており、対戦を繰り返すことでレベルが上がり、ゲージ消費量が減少していく。

### カードの色属性
COJのカードは6色の属性が割り振られている。例外はあるものの各属性で得意とする特徴がある。
赤
ユニットに戦闘せず直接ダメージを与える効果や、フィールドに出した瞬間にすぐに攻撃できる効果、トリガーゾーンに設置されたカードを破壊する効果など、比較的弱らせて戦える攻撃に向いた属性。
黄
ユニットの行動権の干渉や、ユニットを手札に戻す効果、一定条件でブロックされない効果など、戦闘を回避しつつ攻めることが得意。
青
ユニットが破壊された時に発動する効果を多く持ち、ユニット・手札の破壊や逆に捨札の手札回収、間接的にライフダメージを与える効果など、捨札をリソースに相手のアドバンテージに直接干渉できるプレイが得意。
緑
基本BPの上昇や減少、戦闘勝利時にライフダメージを与える付加効果、相手のターンで行動権を回復する付加効果、CP追加や山札からカードの補充など長期的な攻めや防御、行動の幅を広げるアドバンテージを伸ばすプレイを得意とする。
紫
固有の能力である「紫ゲージ」を持ち、これを活用することで他の属性が得意とする特殊効果を紫のみで行うことができる。
無色（白・灰色）
トリガーカードやインターセプトカードにのみ存在する属性。上記5属性に影響されず使用できる長所を持つ。そのためユニットがいなくても使用が可能。

## カードの入手
本作でカードを入手する手段は、サテライトと共に設置されている「ターミナル」でクレジットを使用してカードパックを購入するのが基本となる。クレジット未投入の場合でも、ゲーム内通貨AC（アルカナコイン）を使用したカード購入、プレイ後のボーナスカード、キャンペーンで公開・配布されるシリアルコードを使用して入手することが可能である。

## ゲーム用語
サテライト
ゲーム機本体のこと。サテライトで行えるのは、対戦、クレジットを使用したスタミナ (EN) の回復、デッキ編集などのカスタマイズ、ゲーム内通貨 (AC) を使用したカードの購入など。
ターミナル
サテライトとセットで配置されている媒体。ターミナルでのゲームプレイは行えず、主な用途はクレジットを使用したカードの購入となる。そのほか、録画されているトッププレイヤーの対戦の視聴、データカードを使用したカードプレゼントなどが行える。
COJ-AgentLabo
セガが運営するユーザーサポートサイト。使用料金は発生せず、無料でデッキ編集やリアルタイムのプレイヤー情報、ランキングの閲覧などを行える。2019年7月31日15時をもって閉鎖。

## ストーリーおよび世界設定
COJではゲームの舞台となる、意識だけが入り込める電脳空間「ARCANA」が存在する。 ARCANAは人類の望む不死の世界として作られたものの、何者かのサイバーテロにより計画が頓挫し、戦場跡となったARCANAはそのまま放置されている。
国家情報防衛局に所在する組織「AST (Arcana Surveillance Team / ARCANA監視部隊) 」は、この無法地帯となったARCANAを監視する役割を与えられており、プレイヤーはこの組織に在籍しているエージェントの一人として、ARCANAの存在を守りながら戦っていく。

## 登場キャラクター
- 緋神仁（ひかみ じん、声：羽多野渉）

クールさと情熱の相反する性格を持つ若い私立探偵。趣味嗜好も探偵らしくポーカーとBAR通いとなっている。綾花とは仕事中命を救われエージェントになるきっかけになった関係。過去の記憶がなく、後述するノアとは何かしら関係があるようだったが詳細不明のままに終わった。
JOKERは相手ユニットにダメージを与えたり、自身のユニットのレベルを上げる「DEATH」。
- 御巫綾花（みかなぎ あやか、声：伊藤かな恵）

国家情報防衛局に所属する父を持つ女子大生。運動好きで溌剌とした真面目な性格で、彼女も父と同じくエージェントとしてARCANAの規律を守るべく新たなエージェントを探している。小説版では仁のいる探偵事務所に通い詰めている様子が描写された。
JOKERは行動権の回復や味方の基本BPを上げつつ加護を付与する「JUSTICE」。
- 京極院沙夜（きょうごくいん さや、声：井澤詩織）

由緒続く霊媒師の家系で育った女子中学生。自身も強い霊媒体質を持ち、綾花のスカウトで才能を活かすべくエージェントとなる。育った家庭の影響で年の割に古風で大人びた口調となっているが、年相応に好奇心があり習いごとが苦手。着物・巻が高い草履を着用している。
JOKERは捨札の回収や相手の手札の破壊、高レベルのユニットを破壊する「THE MOON」。
- 山城軍司（やましろ ぐんじ、声：藤原啓治）

不慮の事故で現役を退いた元陸上自衛官。当時の国家情報防衛局がその素質を高く評価し、エージェントとして招き入れた。エージェント達の古株であり兄貴分的な存在。女好きなのが玉に瑕であり、綾花の通う女子大で女子学生をナンパしたこともあった。
JOKERはBPを上げたり特殊効果を付与して強化する事や、相手に強制的に防御させる効果を与える「THE CHARIOT」。
- 黒野時矢（くろの ときや、声：岡本信彦）

驚異的な知識と技術を持つ天才ハッカー。日本人の父とアメリカ人の母を持つ。数々の功績を残しているが、天才ゆえに同年代と話が合わず、口数の少ない性格になった。女性が苦手。彼の過去には何か秘密があるらしく、それはエージェント達が活躍するこの電脳空間ARCANAに深く関係しているらしい。見た目は少年だがコールドスリープで若い肉体を維持しているため、実年齢は27歳である。
JOKERは相手ユニットの破壊やLPに直接ダメージを与える「THE EMPEROR」。
- 星光平（ほし こうへい、声：谷山紀章）

友人と立ち上げたインディーズバンドでボーカル兼ギターを担当している音楽に生きる明るい好青年。しかし、その明るさとは裏腹に複雑な家庭環境で育っており、貧しい生活の中で義理の妹を1人で養ってきた。ある日、兄妹で電脳空間に飲み込まれる事故に遭遇。その際に妹を守るため、エージェントとしての才能を覚醒させる。
JOKERは相手ユニットを手札に戻したり全ユニットを消滅させたり、相手のトリガーゾーンのカードを手札に戻す「THE STAR」。
- 鈴森まりね（すずもり まりね、声：加藤英美里）

明るく元気でお喋り好きな女子高生。軽い性格ではあるが、他人を気遣う優しさも持ち合わせている。3歳の頃から児童養護施設で育っており、それ以前の記憶は彼女自身の中にぼんやりとしか残っていない。ある事件がきっかけでエージェントになる事を決意する。
JOKERはカードを引いたりCPを回復する「THE MAGICIAN」。
- リナ・ヴァレンタイン（声：M・A・O）

国家情報防衛局イギリス支部に所属する女性エージェント。電脳空間開発者の残党を調査するため来日した。潜在的資質を匂いで感じとることができ、仁に対して興味を持つ。
JOKERは味方ユニットにスピードムーブを付けたり、オーバークロックさせたり、相手のブロックを禁止する「THE EMPRESS」。
- 霧谷紫雨（きりや しぐれ、声：斉藤壮馬）

電脳空間ARCANAの開発者の一人で、自分以外の人間を研究対象としか見ていないマッドサイエンティスト。政府と敵対関係にある組織に所属しているが、仁達に興味を示し協力をすることもあるなど、その行動には謎が多い。属性コード「PARPLE」の開発者でもある。また、時矢とは何かしらの関係がある模様。
JOKERは敵の基本BPを下げつつ沈黙を付与したり、手札を捨ててカードを引いたり、手札に任意のカードをデッキから手に入れる「THE HERMIT」。
- 赤羽猛（あかばね たける、声 : 小林裕介）

不良少年達が集まって作ったグループ「リバースデビル」のリーダー。電脳空間ARCANAの存在を知り、自分達の遊び場にするためその復活を目論む。
感動しやすく、仲間思いな熱血漢。ルールに従うことを嫌うが自分が認めた相手には素直になる。仁との戦いの後、仁に懐くようになる。
JOKERは対戦相手のトリガーゾーンのカードを任意で選び、破壊したり、敵味方問わず大ダメージを与える「THE DEVIL」。
- クロエ・ノーチェス（声 :佐藤利奈）

政府と敵対している組織「レゴメノン」に所属する幹部の一人。ハッカーとしての腕も一流だが、それ以上の腕を持つ組織のボスに心酔している。綾花の事を無知だった頃の自分と重ね合わせており、懐柔しようとしている。
冷静沈着で何事も美しく仕上げようとする完璧主義者。人間関係には無頓着で高圧的な物言いをする。欲しい物を手に入れるためならば手段を選ばない。
JOKERは対戦相手のユニットにランダムで沈黙を与えたり、捨札とデッキからカードを回収する「THE HIGH PRIESTESS」。
- エルヴィ&エルフィ（声 :悠木碧）

「レゴメノン」に所属する双子のハッカー。組織のボスであるノアによって見出され、JOKER能力を強化された幼き兵士。ノアに盲目的に従う。
他人を寄せ付けないあまのじゃく&毒舌な双子。唯一ノアに対しては心を開く。大の負けず嫌い。二人ともゲームをこよなく愛し、仁達との戦いもゲーム感覚なところがある。
JOKERは手札を作成したり、互いに手札を引かせたりする「THE LOVERS」。
- レオン・ベルクマン（声 :子安武人）

「レゴメノン」に所属する幹部の一人。元は武器商人として世界中を飛び回っていた。国際機関からの指名手配中に命を救ってもらった恩義から、組織のボスであるノアに忠誠を誓い、その目的のために戦う。
和の文化に魅せられ、武士道を重んじる実力主義者。好戦的な性格のため智略を好むクロエとは反りが合わない。敵であっても強者には敬意を払うため、軍司には一目置いている。
JOKERは消滅したカードを手札に加えたり、全てのユニットを手札に戻したりする「THE TOWER」。
- ノア（声 :三木眞一郎）

「レゴメノン」のボス。閉塞した世界を憂い、自らを中心とした能力者達による世界の再構築を企てている。電脳空間ARCANAを通じ、才能を持つ者の精神にアクセスし、世界中で仲間を増やし続けている。
常に仮面を身に付け、仲間にさえ真の感情を悟らせない。一見理想主義者のように見えるが、その根底には憎しみの感情が流れている。仁の隠された能力に目を付け、仲間に引き入れようと画策する。
JOKERはブロックされない効果を与えたり、相手ユニットにダメージを与えたり、引いたカードのコストを下げたり、捨札のユニットを特殊召喚する「DEATH Ω」。
- ラン・メイラン（蘭美蘭、声 :東山奈央）

自由意志に重きを置く第三勢力「憂世のエクソダス」のメンバー。13歳まで電脳スパイ養成機関で特殊訓練を受けて過ごした。現在はノアによる世界統一を阻止するため、また世界中の富を再分配するために諜報員として活動している。
中国拳法を愛し、ヒーローに憧れを抱く、思い込みの激しい妄想癖の持ち主。思い立ったらすぐ行動するタイプ。素直で正義感も強いが、間違った方向に突っ走ることも多々ある。
JOKERはデッキから特殊召喚してBPを上げたり、味方ユニットに貫通を与えて相手ユニットのBPを下げたりする「STRENGTH」。
- A.C.T.I.S.（アクティス、声：下田麻美）

本作のナビゲーターキャラ。ARCANAで戦っているエージェントの情報を音声でサポートする。

## 主な参加イラストレーター
一部のカードイラストは外注のイラストレーターが手掛けている。また、Ver. 2.0以前のバージョンでは特定のカードをゲーム内の「アートチェンジ」機能でカードイラストの変更をすることができた。このほか、期間限定のコラボレーションイベントなどで多くのイラストレーターや漫画家がこれに参加している。
- Nidy-2D- (九尾の狐)
- PABLO UCHIDA (店頭用ポスターイラスト[5]、蛮王ベリアルなど)
- 赤賀博隆
- 木志田コテツ (魔槍のリリム)
- チェロキー (ヴァイパー)
- 萩谷薫 (ジャンヌダルク)

他

## バージョンアップ履歴
太字はメジャーアップデート
- 2013年
  - 12月11日 Ver.1.1 -アルカナの覚醒-
- 2014年
  - 4月24日 Ver.1.2 Re:BIRTH
  - 7月24日 Ver.1.2EX
  - 11月27日 Ver.1.3 begiNNing
- 2015年
  - 2月26日 Ver.1.3EX1
  - 4月23日 Ver.1.3EX2
  - 7月23日 Ver.1.4 GroW=Win
  - 9月17日 Ver.1.4EX1
  - 11月26日 Ver.1.4EX2
- 2016年
  - 2月25日 Ver.1.4EX3
  - 5月26日 Ver.2.0 コード・オブ・ジョーカー S
  - 8月4日 Ver.2.0EX1
  - 10月13日 Ver.2.0EX2
  - 12月22日 Ver.2.0EX3
- 2017年
  - 4月13日 Ver.2.1 コード・オブ・ジョーカー EDGE
  - 6月15日 Ver.2.1EX
  - 8月8日 Ver.2.2 コード・オブ・ジョーカー ECHOES
  - 10月26日 Ver.2.2EX
  - 12月21日 Ver.2.3 コード・オブ・ジョーカー THE AGENTS
- 2018年
  - 3月20日 Ver.2.3EX1
  - 6月7日 Ver.2.3EX2

### バージョン毎の主な変更点
- JOKER

Ver. 2.0以前では仕様が異なり、JOKER (キャラクター) はデッキとは別に1つだけ設定し、一試合中に一度しか出現・使用できなかった。JOKERはゲージが溜まると自分のターンに通常のカードと同じ様に手札に加えられる。手札に空きがない場合は空きができた瞬間に出現する。
Ver. 1.1からは同一のJOKERからさらに効果が細分化されたものが選択可能になり、ゲーム内通貨を使用することで新たな効果を覚醒させることができる。また、使用し続けることでレベルアップが可能になり、JOKERゲージの上昇率を高めることができる。
- プレイ料金

Ver. 1.1までは、ボーダーブレイクなどを始めとする、クレジットをゲーム内のポイントに変換してプレイ時間などを得る「GP制」を採用していた。
- COJ団

Ver.2.0EX1へのアップデート(2016年8月頃)と同時に開設された公式コミュニティサイト。2019年3月31日をもってサービスを終了した。
サービス終了後サイト内に投稿された記事などは閲覧不可。
- セガキャラクターとのコラボ

Ver.2.3EX2ではセガキャラクターとのコラボレーションカードが登場し、ソニック・ザ・ヘッジホッグ、桐生一馬、Chariotなどがユニットカードとして登場する。

## スマホアプリ
コード・オブ・ジョーカーのスマートフォンアプリ版。開発・配信はアーケード版と同じセガ・インタラクティブで、2017年1月5日に配信開始。「マルチデバイス×ワンサービス」により、アーケード版と連動する。一部のカードは『ワールドチェイン』や『三国志大戦』からの流用となる。
2017年5月18日にはアップデートを行い、「CODE OF JOKER Pocket Re:BIRTH」の配信を開始。2017年10月26日から11月9日まで、グループ会社のアトラスから2017年10月26日に発売される『真・女神転生 DEEP STRANGE JOURNEY』とのコラボレーションを実施。2018年4月17日にサービス終了。「マルチデバイス×ワンサービス」を謳うアプリとしては初のサービス終了となった。
ゲームルールやランキングシステムはアーケード版Ver.2.0以前のものが採用されており、カードの属性が紫を除く赤、黄、青、緑、無の5属性のみ、JOKERカードは1デッキにつき1枚までで1ゲーム中に1度しか発動できない。システム面も一部アーケード版とは異なり、対戦相手ターン中のサレンダー(投了)、自分が行った試合のリプレイ鑑賞、他のプレイヤーのデッキのコピーを行うことができる。
サービス開始時点では、アーケード版のカードがそのまま移植される形での実装であったが、後にアーケード版とは異なるカード名でのカード追加、独自のカード効果・内容修正や、オリジナルのカード追加が実施された。他には大型アップデートに伴い、ストーリーモードも実装されたがサービス終了に伴い未完となった。

### 登場キャラクター
- 緋神仁（ひかみ じん、声：羽多野渉）
- 御巫綾花（みかなぎ あやか、声：伊藤かな恵）
- 京極院沙夜（きょうごくいん さや、声：井澤詩織）
- 山城軍司（やましろ ぐんじ、声：藤原啓治）
- 黒野時矢（くろの ときや、声：岡本信彦）
- 星光平（ほし こうへい、声：谷山紀章）
- 鈴森まりね（すずもり まりね、声：加藤英美里）
- 赤羽猛（あかばね たける、声：小林裕介）
- リナ・ヴァレンタイン（声：M・A・O）
- 霧谷紫雨（きりや しぐれ、声：斉藤壮馬）

### スキンキャラクター
有料で既存キャラクターの画像とボイスを変えることができる。
- 矢切法子（やぎり ほうこ、声：今村彩夏）

緋神仁スキンキャラクター。仁の先輩である探偵の女性。
- 星早苗（ほし さなえ、声：もものはるな）

星光平スキンキャラクター。光平の義理の妹であり、ひょんなことから電脳世界に関わることとなる。
- 東郷詩織（とうごう しおり、声：東城日沙子）

山城軍司スキンキャラクター。進学校に通う女子高生。
- 橘友紀（たちばな ゆうき、声：戸田めぐみ）

黒野時矢スキンキャラクター。強い敵意を持って仁達に接してくる。

## メディア展開

### ノベライズ
- 電撃文庫MAGAZINE Vol.34 (2013年10月10日)

ノベライズ展開。登場キャラクターにスポットを当てた内容で、7話。電撃オンラインでも掲載された。著者は三河ごーすと。

### コミカライズ
- ファミ通コミッククリア  (2014年4月25日)

コミカライズ展開。7人のエージェントそれぞれの視点から紡がれるストーリー。ファミ通クリアコミックスにて単行本化。作者は今拓人。

## サントラ
- 『コード・オブ・ジョーカー』

オリジナルサウンドトラック（2017年）
- - 連動サイトから条件を満たすと応募でき、抽選で入手出来た。
- Hiro ReMix WorKs（2018/2/22 発売)[12]
  - アプリ版で使用されていた一部のBGMが収録されている。
- コード・オブ・ジョーカー Sound of Arcana（2023/7/11 配信開始)[13]
  - 稼働10周年を記念した配信サントラ。全ステージ曲他23曲収録。